# Charles Van Nueten
Charles Van Nueten (Sint-Joost-ten-Node, 4 juni 1899 - Brussel, 16 april 1989) was een Belgische architect met modernistische insteek.  

## Biografie[1]
Charles Van Nueten studeerdde af aan de Brusselse Academie in 1921. Hij hielp mee met de wederopbouw en daarna begon hij een lesopdracht had aan het Instituut voor Decoratieve Kunsten in Ter Kameren tussen 1936 en 1966.
Hij was lid van de CIAM (Conférences internationales d'architecture moderne) en volgde Victor Bourgeois op als voorzitter van de Belgische Vereniging van Modernistische Architecten en Stedenbouwkundigen in 1939.
Daarnaast was hij ook als kunstschilder actief. Hij had een atelier in Oostduinkerke waardoor zeezichten een belangrijk deel van zijn oevre zijn.

## Realisaties (selectie)
- Enkele woningen te Sint-Joost-ten-Node, Sint-Lambrechts-Woluwe, Ukkel (1930-1940)
- Planetarium van de Wereldtentoonstelling van 1935 (1935)
- Lager school Dieleghem te Jette (1936)
- Openlucht zwembad Hostade (1938)
- Verbouwing van het Koninklijk Circus (1953)
- Meerdere gebouwen in Belgisch Congo (1950-1960)

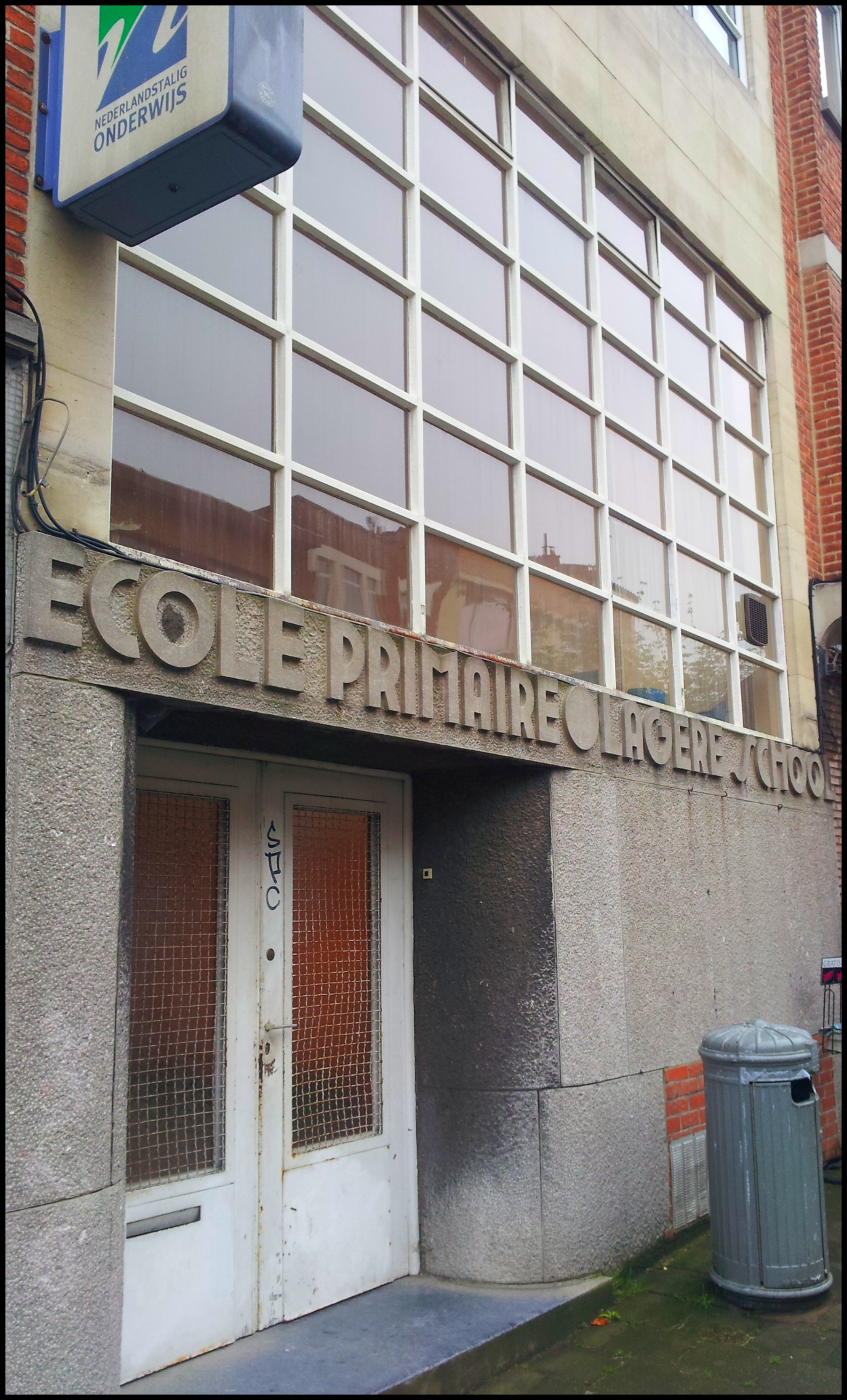
Lagere school Dielegem (Jette)
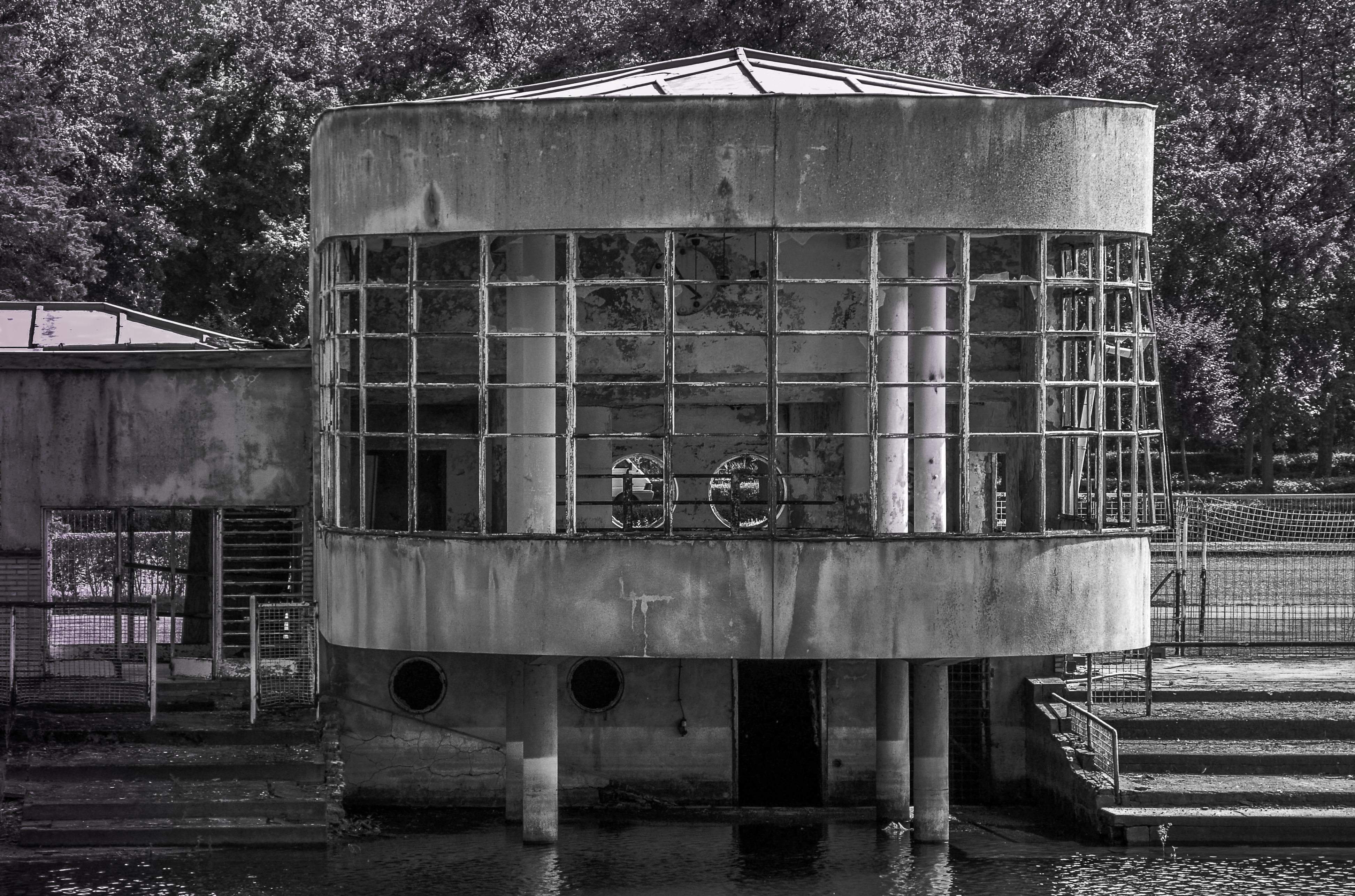
Cafetaria openlucht zwembad Hofstade
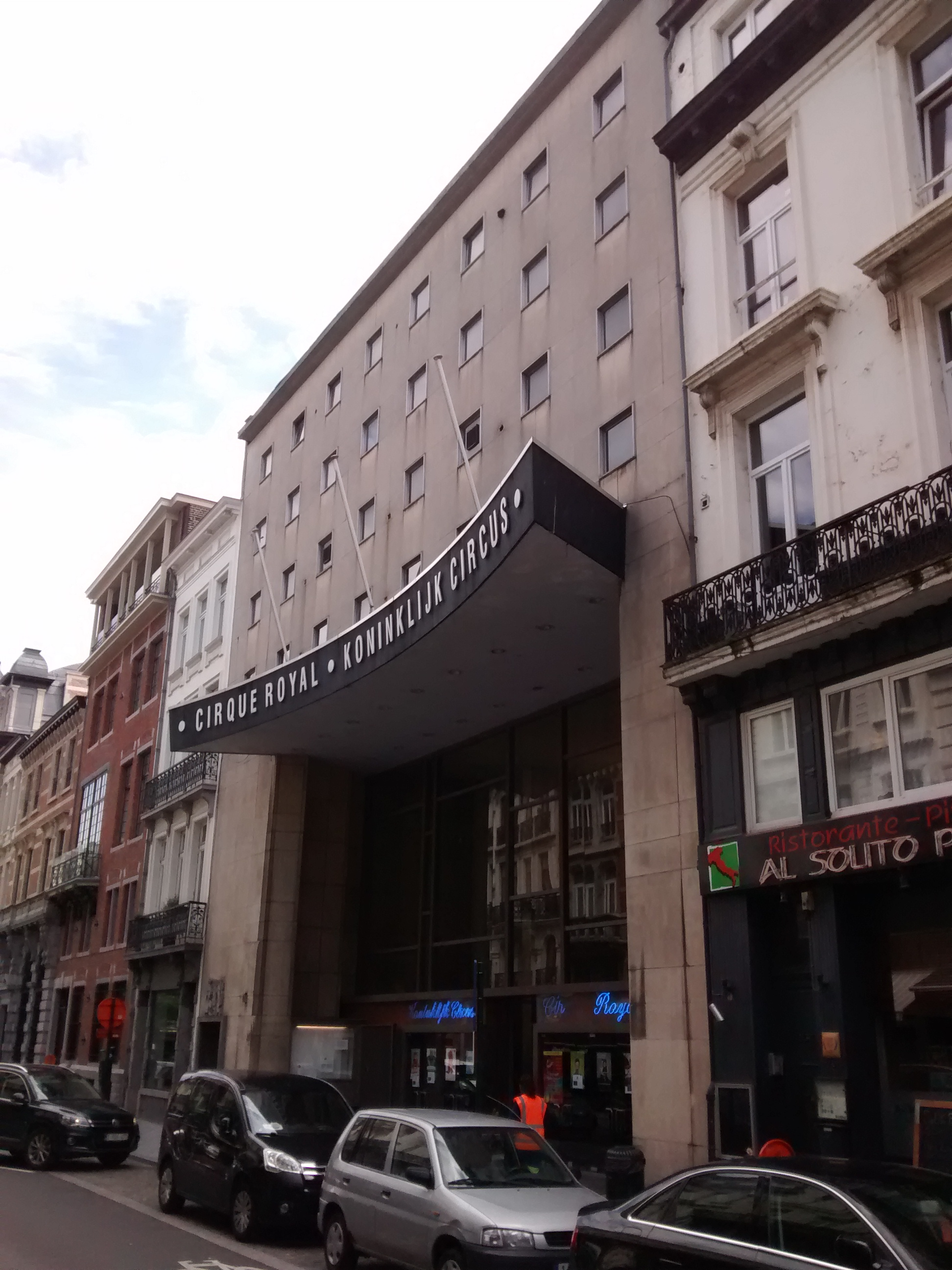
Koninklijk circus